# 이흠례
이흠례(李欽禮, 1523년 - 1585년 8월 11일)은 조선 중기의 왕족 출신 무신, 군인이다. 본관은 전주(全州)이고, 자(字)는 문보(文甫)이다.조선 태종의 차남(次男)인 효령대군 이보의 4대손이다. 군기시판관과 신계현령, 봉산군수 등으로 재직하면서 임꺽정 일파를 소탕, 토벌하는데 참여하였다.
1549년(명종 4) 무과에 급제하였으며, 선전관, 전라도판관 등을 거쳐 1554년(명종 9) 나주판관에 임명되었다. 1555년 나주일대를 점령한 일본 왜구를 소탕하였다. 방어사(防禦使) 등을 거쳐 그밖에 신계현령으로 재직 중 임꺽정의 무리를 소탕하는데에도 참여하였으며, 임꺽정의 무리를 많이 생포한 공로로 조정에 보고되어 여러 계급을 뛰어넘어 통정대부로 특별승진했다. 이후 경원부사, 김해부사, 인산첨사를 거쳐 첨지중추부사 겸 내금위, 사복장, 우림위장의 3개 장을 겸직하다가 도총부 내승이 되었다. 1562년(명종 17) 6월 청홍도수군절도사가 되었다가 전라좌도수군절도사 등을 역임하고, 임꺽정을 상대하던 중, 한번은 부장과 병사들을 잃고 역마 등을 빼앗기구 후퇴했다가 사헌부로부터 여러번 지적당했지만, 그간의 공로로 왕이 듣지 않았다. 1565년(명종 20) 전라도병마절도사, 이후 충청도수군절도사 등을 거쳐 경상우도 수군절도사가 되어 신병이 깊어 관직에서 물러났다.
그의 묘소는 오랫동안 실전되었다가 1999년 9월 우연한 기회에 서울특별시 영등포구 신길동 458-6번지(서울 영등포구 여의대방로47길 27) 그의 초장지로 추정되는 곳 근처에서 그의 묘지석이 발견됨으로써 알려졌다. 그의 묘지석은 2001년 7월 16일 서울특별시 유형문화재로 지정되었다. 이흠예로도 부른다. 한때 그의 이름이 이흠(李欽)으로도 알려졌었다.

## 생애

### 생애 초반
1523년(중종 17년)에 태어났으며 생일은 미상이다. 조선 태종의 차남 효령대군 보의 4대손으로, 증조부는 낙안군 이밀(樂安君 李密) 또는 이녕(李寧)이고, 할아버지는 청원부수(靑原副守)와 청원정(靑原正)을 지낸 청원정 이목(靑原正 李霂), 아버지는 금양부정 이경(金壤副正 李經)이고, 어머니는 신인 진천송씨(愼人 鎭川宋氏)로 성균관생원 송옹(宋雍)의 딸이다. 중종은 10촌 사종형이고, 인종과 명종은 11촌 조카뻘이 된다. 친할머니 파평윤씨는 첨지중추부사를 지내고 증 영돈녕에 추증된 윤삼산(尹三山)의 딸이며, 우의정 영원부원군(鈴原府院君) 윤호(尹壕)의 누이였다. 친할머니 파평윤씨는 성종의 제3계비 정현왕후(貞顯王后)의 고모였고, 그는 할머니쪽을 통해서는 부계 9촌 삼종숙인 성종과는 내재종숙간의 가까운 인척관계였고, 외가 쪽로는 중종과 6촌간이 된다. 왕족으로서의 대우는 아버지 금양부정 이경식의 대에 끝났으므로 그에게는 작위가 부여되지 않았다.
그는 금양부정 이경의 다섯째 아들로 위로는 형 이숭례(李崇禮), 이원례(李元禮), 이창례(李昌禮), 이승례(李承禮) 및 인동장씨 사헌부감찰 장경량(張景良)에게 출가한 누이가 1명 있다. 아버지 금양부정 이경의 본부인은 남양홍씨로, 이경은 경력 홍효정(洪孝廷)의 딸과 결혼하여 아들 숭례를 얻었으나, 남양홍씨가 일찍 죽어 다시 진천송씨로 성균관생원 송옹의 딸과 재혼하여 아들 넷과 딸 1명을 어 얻었다.
그는 10세에 아버지를 잃고 홀어머니 진천송씨와 형제들 사이에서 성장했다. 그는 어린시절부터 호탕하고 굳센 성품이었으며, 희희(嬉戱)를 즐겨하여 남다른 특징을 지녔지만 성인이 되어서는 놀이를 근절하였다. 성인이 다 되어서는 독서를 즐겨하고 대의(大義)를 우선시 여겨 붓을 잡았다. 또한 뜻을 낮추어 항상 겸손하게 행동했고, 의리를 소중하게 여겼다. 김취려의 12대손이자 고려 숙창원비의 친정아버지 김양감의 10대손 호군 김수증(金壽增)의 둘째 딸 언양김씨와 결혼하였으나, 아들을 두지 못하고, 딸만 6명을 두었다.

### 왜구, 임꺽정 일파 토벌에 참여
1549년(명종 5) 경추(竟榷)에 통과하고 그해에 무과(武科)에 급제하여 첫 보직으로 선전관에 제수되었다. 1551년 모친 진천송씨의 상을 당하여 3년간 거상하였다. 3년상을 마친 뒤 전라도판관을 거쳐 1554년(명종 9) 나주판관(羅州判官)으로 부임하고, 1555년(명종 11) 5월 나주판관 재직 중 왜구가 호남 해안가를 침투하여 군과 목이 함락되었다. 이때 그는 순찰의 명을 받고 나주 지역에서 무사와 문인을 의병으로 모아 나주를 점령, 약탈하는 왜구 토벌에 참가하였다.
이후 방어사(防禦使)를 역임했고, 그 뒤 어떤 이유로 그는 금오옥(의금부의 감옥)에 갇혔다가 풀려났다. 그러나 다년간의 노고가 참작되어 군기시판관(軍器寺判官)에 제수되었다. 이후 임꺽정의 일파가 황해도 구월산(九月山) 등지에서 횡행하면서 관군이 임꺽정의 무리를 통제하지 못하자, 특별히 그가 신계현령(新溪縣令)으로 임명되어 부임하였다. 신계의 현령으로 부임하자마자, 그는 관민을 모아서 임꺽정 토벌대를 구성하고 임꺽정 일파 체포작전을 전개하였다. 1557년(명종 12) 신계현령으로 재직 중 황해도 일대를 출몰하던 임꺽정의 무리를 많이 생포, 사로잡았다.
이후 임꺽정 일당이 구월산 근처에 모일 때 김순고의 보고가 올라가자, 조정에서는 선전관 정수익(鄭受益)을 파견하여 이흠례 및 금교 찰방(金郊察訪) 강려(姜侶) 등과 함께 500명의 관군을 데리고 가서 임꺽정 일당을 체포하게 하였는데, 임꺽정 등이 구월산으로 들어가 의거한 채 관군에 저항하였다.. 이때 부장(部將) 연천령(延千齡)이 적의 손에 죽고 또 역마와 무기를 빼앗겨서 어쩔 수 없이 퇴각하자, 조정에서는 비난을 받았고, 이에 임꺽정의 무리가 더욱 기승을 부렸다. 1557년 신계의 도적 오연석(吳連石) 일당의 퇴로를 파악하고 이들을 체포하여 황해도관찰사가 조정에 이를 보고했다.
1558년 황해도관찰사가 그가 임꺽정의 무리를 다수 잡은 계본(啓本)을 올려 상을 받았다. 한편 그의 상가(賞加)를 주청했던 사간 임윤(任尹)은 자신이 간하는 직책에 있으면서 길에서 하는 말을 주워 듣고 포상을 건의했다 하여, 사헌부의 탄핵을 받고 면직되기도 했다. 이후 1560년(명종 15) 봉산군수(鳳山郡守)로 임명되어 봉암읍(鳳巖邑)에서 임꺽정군의 일파를 크게 이겼고, 방략을 쌓았다. 그해 11월 임꺽정의 측근 서림이 엄가이로 이름을 바꾸고, 이춘동(李春同) 등과 모의해 그를 암살하려다가 포도청에 적발되었다.
1560년(명종 15) 11월에는 임꺽정의 무리와 교전하다가 후퇴한 일로 12월 초 사헌부로부터 탄핵당했지만 명종이 듣지 않았다. 적의 무리를 다수 사로잡은 공로로 1561년(명종 16) 여러 등급을 건너 당상관에 가자, 통정대부(通政大夫)에 특별제수되었다. 이에 사헌부에서 그에게 시상하는 것이 부당하다고 논계했지만 명종이 듣지 않았다. 이후 오위(五衛)의 내금위장(內禁衛將), 겸사복장(兼司僕將) 등을 역임했다.

### 지방관 근무
황해도에 있을 때 임꺽정의 무리를 여럿 잡은 일로 임꺽정의 책사 서림(徐林) 등이 그를 암살할 계획을 세우기도 했다. 또한 임꺽정과 대장장이 이춘동(李春東)이 봉산군수로 재직 중이던 이흠례를 죽이려 계획을 세우기도 했다. 이흠례가 신계현령(新溪縣令)으로 있을 때 임꺽정의 무리를 많이 체포했기 때문이다. 이는 1562년(명종 17) 1월의 의금부에서 임꺽정의 무리들을 공초할 때 나온 진술이었다.
1562년(명종 17) 6월에 청홍도수군절도사(淸洪道水軍節度使)가 되었다. 그해 11월 전라좌도수군절도사((全羅左道水軍節度使))가 되었다가,1563년 충청도수군절도사, 1565년(명종 20) 임기만료로 체직되어 돌아왔다가 다시 전라도병마절도사로 임명, 배사하고 부임하였다. 그뒤 경상우도수사로 부임하였다. 이후 경원부사(慶源府使)와 김해부사(金海府使)를 역임하고, 인산첨사(麟山僉使)를 역임했다. 그후 첨지중추부사 겸 내금위장(內禁衛將), 사복장(司僕將), 우림위장의 3장을 겸하다가 오위도총부 내승(內乘)을 거쳐 오위장이 되었다.
다시 충청도수군절도사가 되었다가 1573년(선조 6) 8월 24일 충청도 수사로 재직 중 욕심많고 비루하며 소행이 거칠고 망령되다는 이유로 사간원으로부터 탄핵을 받았고 면직되었다. 1576년(선조 9) 김해부사(金海府使)로 있을 때, 관아의 권속을 함부로 데리고 갔다 하여 사헌부가 탄핵, 해직을 청하였지만 선조가 거절하였다. 그는 효성이 지극하여 부모의 뜻을 잘 받들었다. 이후 경상우도수군절도사가 되었다가 신병이 깊어서 관직에서 물러났다. 1585년 8월 11일에 병으로 사망했다.

### 사후
처음 장례는 간소하게 치루었다가 뒤에 운구하여 경기도 시흥군 하북면 신길리(下北面 新吉里) 서해좌사향(西亥坐巳向)에 묻혔다. 또한 그의 족보에는 자세한 행적이 전하지 않고 1900년(광무 3) 혹은 1902년(광무 5) 무렵에 편찬한 효령대군 금양부정파 족보에서도 그는 간략하게 수사(水使)로만 등재되었다. 한때 그의 이름이 이흠(李欽)으로도 알려졌었다. 그의 묘소는 오랫동안 실전되었으나, 후일 1999년 9월 서울특별시 영등포구 신길동 458-6번지(서울 영등포구 여의대방로47길 27)에서 발견되었으며, 분묘를 발굴함과 동시에 청자로 된 지석(誌石) 5매도 같이 발견되었다. 그의 묘터에서 발견된 묘지석은 임진왜란 이전의 조선 지석(誌石)이다. 지석이 발견되면서 생전 그의 행적이 알려지게 되었다. 맨 마지막에 발견된 5번째 청자지석은 지석 상단부분이 깨져서 일부 내용이 망실되었고, 지석을 쓴 이의 이름부분도 사라졌다.
시신은 언제 이장되었는지는 알려져있지 않으나, 초장지인 서울특별시 영등포구 신길동 458-6번지(서울 영등포구 여의대방로47길 27)에서 경기도 남양주시 와부읍 율석리 선산으로 이장되었다. 이흠례 묘지석은 2001년 7월 16일 서울특별시유형문화재 제135호로 지정되었다.

## 가족 관계
부인 언양김씨에게서 딸만 6명을 낳고, 아들을 낳지 못했다. 그가 사망할 당시에는 이미 여섯 딸 모두 출가한 상태였다. 묘지명 작성 당시 셋째 사위 유대경은 생원, 다섯째 사위 윤백원은 진사였다.
중종과는 아버지쪽으로는 10촌이지만 중종에게는 외가 쪽으로, 이흠례에게는 할머니 쪽으로는 서로 6촌간이 된다. 외조카딸의 남편인 이간(李幹)과는 부계쪽으로는 9촌간이 된다. 이흠례는 낙안군 밀의 증손자이고, 이간은 의성군 채의 4대손이다.
- 할아버지 : 청원정 이목(靑原正 李霂, 1432년 - 1515년 5월 2일)
- 할머니 : 파평윤씨(坡平尹氏, ? - 1492년 12월 6일), 윤삼산(尹三山)의 딸
- 아버지 : 금양부정 이경(金壤副正 李經, 1467년 - 1533년 4월 30일)
- 어머니(전모) : 신인 남양홍씨(南陽洪氏, 생졸년 미상), 경력 홍효정(洪孝廷)의 딸
  - 이복 형 : 이숭례(李崇禮)
- 어머니 : 신인 진천송씨(鎭川宋氏, 1489년 ~ 1551년), 성균관생원 송옹(宋雍)의 딸
  - 형 : 이원례(李元禮)
  - 형 : 이창례(李昌禮)
  - 형 : 이승례(李承禮)
  - 누이 : 전주이씨
  - 매부 : 장경량(張景良, 사헌부감찰 역임), 장순손의 증손
    - 외조카딸 : 인동장씨
    - 외조카사위 : 이간(李幹, 1527년 ~ 1598년), 의성군 이채의 4대손, 부계로는 10촌 형제간[4]
      - 진외종손 : 이경유(李慶裕, 1560년 ~ 1620년)
- 부인 : 언양김씨(彦陽金氏, ? - 1579년), 김수증(金壽增)의 딸, 위열공 김취려의 후손
  - 사위 : 이름 미상
  - 사위 : 구사인(具思言+刃), 능성인, 봉사, 능창위 구한(具澣)의 아들
  - 사위 : 유대경(兪大儆), 생원
    - 외손자 : 유양증(兪養曾), 시남 유계(市南 兪棨)의 아버지

  - 사위 : 홍탁(洪鐸), 직장
  - 사위 : 윤백순(尹百順), 무송인, 진사, 순회세자의 빈 공회빈 윤씨의 친정오라비
  - 사위 : 구면(具六+勉), 능성인, 문과 이랑
- 외할아버지 : 송옹(宋雍)
- 진외증조부 : 윤삼산(尹三山, 1406년 ~ 1457년)
  - 진외종조부 : 윤호, 성종의 계비 정현왕후의 친정아버지
- 사돈 : 윤옥(尹玉), 사위 윤백순의 부, 공회빈 윤씨의 친정아버지
- 장인 : 김수증(金壽增), 김양감의 장남 김광계의 9대손
- 장모 : 전주이씨, 사직 이식(李植)의 딸,

## 같이 보기
| - 효령대군 - 을묘왜변 - 임꺽정의 난 - 이경록 - 이광윤 - 이간 - 임꺽정 | - 토포사 - 남치근 - 이억근 - 비인현주 - 전우치 - 보성군 |